# El para-sol
El para-sol és un quadre de Francisco de Goya realitzat l'any 1777 conservat al Museu del Prado i que forma part de la sèrie de cartrons per a la Real Fàbrica de Tapissos de Santa Bàrbara, en concret, per a la sèrie destinada a la decoració del menjador de l'infant Carles, aleshores Príncep d'Astúries.
El quadre va ser executat amb tota probabilitat entre el 3 de març i el 12 d'agost de 1777, a jutjar per la datació de l'entrega de l'obra acabada a la Manufactura de Tapissos. L'estiu de 1777, el pintor va fer entrega d'una sèrie que es destinava a decorar el menjador del Príncep d'Astúries. Aquests cartrons van ser titulats així: El para-sol, El passeig per Andalusia (o La maja i els coberts), El bevedor i La baralla a la venda nova. En el document de compte Goya valorava El para-sol en cinc-cents reals de velló. Goya va rebre per aquesta sèrie completa de cartrons 18.000 reals.
Cap a la meitat del segle xix la pintura a l'oli va ser traslladada al Palau Reial d'El Pardo, on es va emmagatzemar al soterrani de l'ofici de tapisseria. Per ordre reial de 18 de gener i 9 febrer de 1870 el quadre ingressà com a part dels fons del Museu del Prado i apareix en el seu catàleg per primera vegada el 1876.

## Anàlisi
Com era habitual, Goya tria una altra escena costumista dins l'ambient del poble. Apareixen dues figures, una joveneta vestida a la moda francesa, i un criat de «seguici» –acompanyant de les dones casades d'elevada classe social–, vestit com un «majo», sense que la descripció del mateix autor dilucidi si l'escena és de flirteig o simplement la dama amb el criat:
| «                                                                                                   | ... representa una noia asseguda en un marge, amb un gosset a la falda, al seu costat un noi en peu fent-li ombra amb un para-sol [...] | » |
| — Francisco de Goya. Compte de lliurament d'obres a la Reial Fàbrica de Tapissos, 12 agost de 1777. | |   |

S'han assenyalat com a fonts d'aquest quadre obres franceses d'estil rococó, en concret el Concert al parc de François Boucher pel que fa a la disposició, Près de vous belle Iris de Nicolas Lancret, Troballa de Moisès de Charles de la Fosse i Caça del porc senglar: al·legoria d'Europa de Joseph Parrocel, en el qual apareix el motiu del para-sol. No obstant això, és Vertumne i Pomona de Jean Ranc, un quadre d'estil neoclàssic, el que més sovint s'ha citat com antecedent de El para-sol. Cal recordar, a més, que Ranc va ser un dels pintors que va treballar per als primers aborbons espanyols, començant per Felip V, important el gust neoclàssic i el colorit harmoniós i elegant per a la pintura espanyola règia. Tot això mostra que el tema del galanteig entre dos joves amb un para-sol pel mig era un tema comú en la pintura galant del segle xviii.

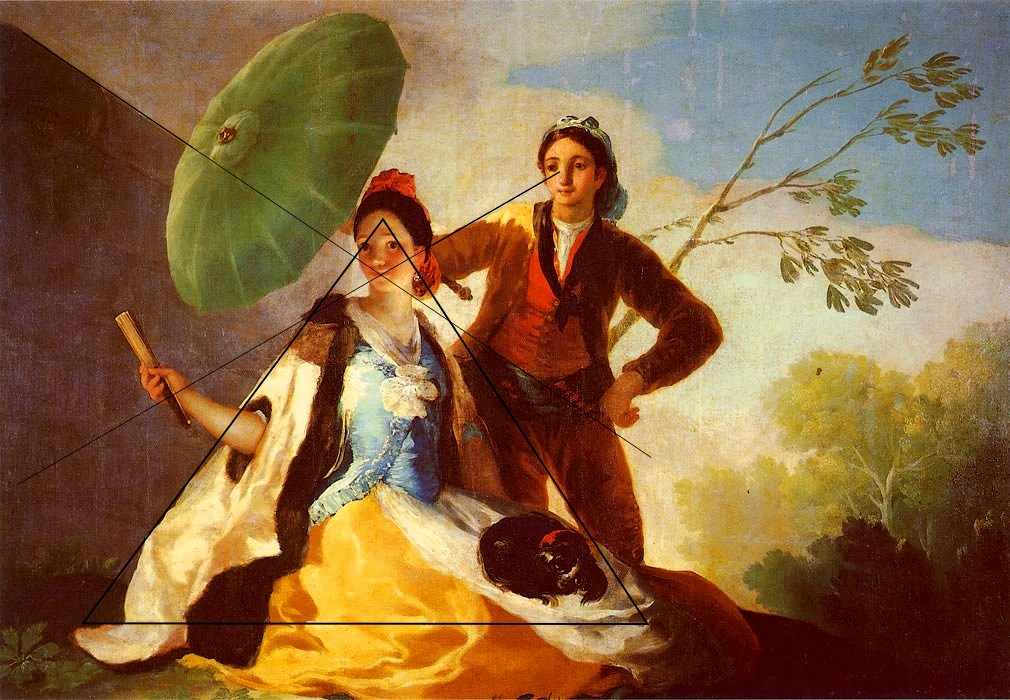
El triangle i les diagonals que convergeixen en la cara de la jove caracteritzen la composició de l'obra.

L'originalitat del quadre s'ha de buscar en l'espontaneïtat, realisme i naturalitat amb què Goya fa aparèixer l'anècdota, l'expressió d'una proximitat a l'espectador que aconsegueix amb la mida de les figures (en els petits quadres de gabinet rococó les figures són petites i envoltades de natura), la composició academicista, neoclàssica, i sobretot amb la mirada directa de la jove somrient a l'espectador, a qui fa còmplice del possible galanteig.
Quant a la composició, les línies de força dibuixen gairebé un triangle equilàter en el qual s'emmarca la noia. Aquesta figura geomètrica expressa una gran serenitat. D'altra banda, totes les mirades convergeixen en el rostre de la jove, matisat per una ombra filtrada de suaus tons verds creats pel color de la para-sol. L'oval de la jove és una el·lipse regular i s'hi creuen dos diagonals determinades per la direcció de la mirada del mosso i la línia del mur de l'esquerra; la perspectiva apareix forçada per tal que aquesta diagonal incideixi en el centre d'atenció que es pretén al quadre.
El color en aquest quadre, igual que el de tots els cartrons per a tapissos, és lluminós i contrastat, amb vius tons. Però és un colorit en què destaca en gran manera l'estudi lumínic, com passava a El bevedor (1777), amb el que feia parella, en situar la cara de la dama al centre de convergència de les línies que estructuren la composició. El rostre de la dama se situa en primer terme, però en zona d'ombra. Els forts contrastos de tons a l'espatlla del mosso i la matisada difusió de la llum ombrejada en el rostre de la jove, estan resolts amb un mestratge obscur.